# Dimebag Darrell
Darrell Lance Abbott (Grand Prairie, 20 de agosto de 1966-Columbus, 8 de diciembre de 2004), más conocido por su nombre artístico Dimebag Darrell, fue un músico estadounidense. Ha sido guitarrista de las bandas de heavy metal Pantera y Damageplan, ambas cofundadas junto a su hermano Vinnie Paul. Es considerado por muchos uno de los mejores guitarristas de metal de todos los tiempos.
Hijo del productor de música country Jerry Abbott, comenzó a tocar la guitarra a los 12 años, y Pantera lanzó su álbum debut, Metal Magic (1983), cuando tenía 16. Originalmente músico de glam metal, Dimebag usaba el nombre artístico de Diamond Darrell en aquel entonces. Dos álbumes más de glam metal le siguieron: Projects in the Jungle (1984) y I Am the Night (1985), antes de que el vocalista original Terry Glaze fuera reemplazado por Phil Anselmo en 1986 y se lanzara Power Metal (1988). El debut de la banda con una importante discográfica, Cowboys from Hell (1990), introdujo un sonido groove metal en el que la guitarra de Abbott era fundamental. Este sonido se perfeccionó en Vulgar Display of Power (1992), y el tercer disco del grupo con una importante discográfica, Far Beyond Driven, debutó en el número 1 del Billboard 200 en 1994.
Las tensiones dentro de Pantera redujeron su producción tras el lanzamiento de The Great Southern Trendkill (1996), y Reinventing the Steel (2000) fue el último álbum de estudio de la banda antes de su amarga separación en 2003. Posteriormente, Abbott formó Damageplan con su hermano Vinnie Paul y lanzó New Found Power, el único álbum de la banda, en 2004. Otros trabajos de Abbott incluyen una colaboración con David Allan Coe titulada Rebel Meets Rebel (2006) y numerosos solos de guitarra como artista invitado para bandas como Anthrax. Durante una gira con Damageplan, Abbott fue asesinado a tiros por un fanático durante una presentación en el club nocturno Alrosa Villa en Columbus (Ohio), el 8 de diciembre de 2004. Otras tres personas fueron asesinadas a tiros antes de que el agresor fuera abatido por un policía.
Abbott ocupó el puesto número 92 en la lista de Rolling Stone de «Los 100 Mejores Guitarristas de Todos los Tiempos» en 2011, y el número 19 en la lista de Louder de «Los 50 Mejores Guitarristas de Todos los Tiempos» en 2018. En 2015, ocupó el puesto número 5 en la lista de Gibson de «Los 10 Mejores Guitarristas de Metal de Todos los Tiempos», y ese mismo año fue clasificado como el guitarrista de metal más influyente de los últimos 25 años por VH1.

## Primeros años
Darrell Lance Abbott nació en Grand Prairie (Texas), el 20 de agosto de 1966, el segundo hijo de Carolyn y Jerry Abbott, productor de música country. Tenía un hermano mayor, Vincent Paul Abbott, nacido en 1964. Los padres de Abbott se divorciaron en 1979, tras diecisiete años de matrimonio, pero su vida familiar se mantuvo feliz. Los hermanos vivían con su madre, Carolyn, en una casa estilo rancho en la calle Monterrey, Arlington. Carolyn apoyaba los proyectos musicales de sus hijos. Su padre, Jerry, permaneció en la zona después del divorcio y Darrell solía ir en bicicleta a visitarlo para tomar clases de guitarra con «bastante frecuencia».
Abbott empezó a tocar la guitarra a los 12 años. Su primera viola fue una Hondo estilo Les Paul, que recibió junto con un amplificador Pignose en su duodécimo cumpleaños. Influenciado por Black Sabbath, Judas Priest, Kiss y Van Halen, al principio pasaba el tiempo en su habitación de pie frente a un espejo sosteniendo la guitarra mientras usaba maquillaje al estilo de Ace Frehley, aunque no sabía tocar el instrumento en ese momento. Jerry aprendió canciones de Kiss en la guitarra para enseñarle a Darrell a tocarlas. Darrell también aprendió de músicos country que grababan en el estudio de Jerry, como Bugs Henderson.
Vinnie había comenzado a tocar la batería antes de que Darrell recibiera su primera guitarra. Darrell ya había intentado tocar la batería; Vinnie dijo más tarde: «Simplemente lo superé y ya no lo dejaba tocar». La primera jam session de los hermanos Abbott consistió en seis horas de «Smoke on the Water». Se inspiraron en Alex y Eddie Van Halen, y Vinnie declaró en una entrevista de 2016 que él y Darrell eran «inseparables» después de que empezaron a tocar juntos.
A los 14 años, Abbott participó en un concurso de guitarra en el Agora Ballroom de Dallas, donde Dean Zelinsky, fundador de Dean Guitars, fue uno de los jueces. Su madre lo acompañó al club porque no tenía edad suficiente para participar solo. Ganó el concurso; Zelinsky recordó que «[Abbott] dejó a todos boquiabiertos». Abbott ganó muchos otros concursos de guitarra en la zona, y finalmente le pidieron que no compitiera y que, en su lugar, fuera juez de los concursos para que otros pudieran ganar.

## Carrera musical

### Pantera

#### Primeros años deglam metal
Pantera se formó en 1981. Vinnie fue invitado a unirse a una banda junto a sus compañeros de instituto: Terry Glaze (guitarra), Tommy Bradford (bajo) y Donny Hart (voz). Vinnie aceptó la invitación, pero con la condición de que Darrell también se uniera a la banda. Glaze recordó más tarde que no estaban seguros de la propuesta, ya que Darrell «no era muy bueno» y, dos años menor que ellos, «era un tipo flacucho y escuálido», pero finalmente aceptaron. En 1989, Darrell hizo la misma petición cuando Dave Mustaine le propuso unirse a Megadeth. Como Mustaine ya había fichado al baterista Nick Menza y no quería contratar a Vinnie, Darrell decidió quedarse en Pantera.
En 1982, Hart dejó la banda y fue reemplazado por Glaze como vocalista, mientras que Rex Brown ocupó el lugar de Bradford como bajista. Abbott compartió originalmente la guitarra principal con Glaze, pero pronto se convirtió en el guitarrista principal permanente. Glaze comentó: «[Abbott] simplemente se transformó en un período de seis meses... Cuando salió, podía tocar, por ejemplo, “Eruption” y “Crazy Train”». Abbott adoptó el nombre artístico de «Diamond Darrell», en referencia a la canción de Kiss «Black Diamond».
Inspirado por Kiss, Van Halen y Judas Priest, Pantera originalmente tenía un estilo glam metal y cuidaba su imagen: los miembros usaban licra, maquillaje y laca para el cabello en el escenario. La banda firmó con Metal Magic Records, creada por «Jerry Eld'n», alias de Jerry, el padre de Abbott. Jerry también fue el mánager y productor de la banda durante este tiempo. Pantera lanzó su primer álbum, Metal Magic, en 1983, cuando Abbott tenía 16 años. Una reseña publicada en la edición de noviembre de 1983 de la revista musical texana Buddy afirmaba que los solos «tienden a ser asimétricos, ya que la antigua teoría del pensamiento musical, consistente en afirmaciones alternadas con respuestas apropiadas, se ignora y se sustituye por una interpretación autoritaria del propio concepto del intérprete de lo que debería suceder».
Pantera lanzó Projects in the Jungle y I Am the Night en 1984 y 1985, respectivamente. Ambos álbumes siguieron la línea del glam metal y eran comparables a la época de Shout at the Devil de Mötley Crüe, aunque I Am the Night tenía un sonido ligeramente más pesado que los anteriores. Por aquella época, los hermanos Abbott empezaron a escuchar a bandas como Metallica y Slayer. A Darrell le fascinó especialmente Ride the Lightning (1984) de Metallica. A Glaze no le gustaba el deseo de los hermanos Abbott de avanzar hacia un sonido más pesado; más tarde dijo que «no quería ser tan pesado. Tampoco me gustaba que la guitarra fuera lo principal, como en las canciones de Metallica». Este conflicto, sumado a una disputa contractual, provocó su salida en 1986.
Pantera probó varios vocalistas de reemplazo sin éxito durante 1986, antes de descubrir a Phil Anselmo a finales de ese año. Esta nueva formación firmó brevemente con Gold Mountain Records, pero lanzó Power Metal (1988) con Metal Magic. Abbott dijo que Gold Mountain «quería cambiar nuestro estilo y hacernos sonar como Bon Jovi, lo cual no es precisamente nuestro estilo». Anselmo no escribió ninguna letra de Power Metal, y la banda aún estaba en proceso de distanciarse del glam metal, pero el álbum evidenciaba un cambio de estilo. Una reseña retrospectiva del álbum AllMusic realizada por Bradley Torreano afirmó que los «riffs veloces» de Abbott eran uno de los «elementos más encantadores» del sonido de la banda. Brown dijo en una entrevista de 1988 que «Darrell siempre ha estado creando esos riffs desde el principio. ¡Pero ahora con Phil en la banda tenemos la oportunidad de hacer que esos riffs surjan por completo en lugar de tener a un cantante homosexual encima!».

#### Desarrollo delgroove metal
Tras el lanzamiento de Power Metal, Pantera entabló una relación con Walter O'Brien y Andy Gould, de Concrete Management. Como Concrete era manager de otras bandas que habían firmado con Metal Blade Records, Gould contactó a Brian Slagel, de Metal Blade, y le pidió que contratara a Pantera. Los US$75 000 —equivalentes a US$180 508 en 2024— solicitados para la producción de un nuevo álbum fueron demasiado para Slagel, quien rechazó la oferta. El rechazo de Metal Blade fue uno de los muchos que recibió la banda. Pantera finalmente consiguió un contrato con una importante discográfica, Atco Records, después de que el cazatalentos de Atco, Mark Ross, quedara impresionado con una de las actuaciones en directo de la banda.
Cowboys from Hell se lanzó el 24 de julio de 1990. El álbum fue producido por Terry Date; Max Norman fue la opción original como productor, pero optó por producir Wicked Sensation, de Lynch Mob. Date, quien fue contratado para producir Cowboys from Hell gracias a su sólida experiencia con Soundgarden, Metal Church y Overkill, también fue productor de los siguientes tres álbumes de Pantera. Cowboys from Hell marcó el desarrollo de lo que se convertiría en el sonido familiar de Pantera, en el que la guitarra de Abbott fue fundamental. Autodenominado «power groove», el álbum se convirtió en una obra que definió el groove metal, un subgénero con la pesadez e intensidad del thrash metal, pero interpretado a un ritmo más lento. Se incorporaron elementos de rock sureño al sonido; el «groove» de Pantera se atribuye comúnmente a la afición de los hermanos por ZZ Top. Cowboys from Hell fue certificado disco de oro en 1993 y platino en 1997.
Pantera realizó cerca de 200 conciertos como teloneros de Cowboys from Hell, durante su gira de casi dos años. Además de los descansos para desarrollar nuevo material, la banda pasó la mayor parte de la década de 1990 de gira; se ganó la reputación de ser un personaje desenfrenado en las giras y un gran bebedor. Pantera grabó su segundo álbum con una importante discográfica en tan solo dos meses. Lanzado el 25 de febrero de 1992, Vulgar Display of Power fue una versión refinada del sonido groove metal. La banda había buscado crear un álbum más pesado que Cowboys from Hell, ya que Anselmo adoptó por completo una forma de cantar a gritos inspirada en el hardcore. Compuso la mayoría de los riffs y las estructuras de las canciones, e intentó además fusionar su guitarra con el bajo de Brown para crear lo que Brown más tarde describió como «un sonido gigantesco». Vulgar Display of Power debutó en el puesto n.° 44 del Billboard 200 y permaneció en la lista durante 79 semanas. En 2017, ocupó el puesto número 10 en la lista de Rolling Stone de «Los 100 Mejores Álbumes de Metal de Todos los Tiempos», destacando los «ritmos dentados y los solos estridentes» de Abbott.
Para el lanzamiento de Vulgar Display of Power, había transformado su apariencia, la que mantendría el resto de su vida. Lucía una perilla teñida, un colgante con una hojilla de afeitar —en homenaje a British Steel de Judas Priest—, pantalones cortos cargo y camisetas sin mangas. Sintiendo que «Diamond Darrell» ya no encajaba con su imagen ni su sonido, Abbott adoptó el nombre artístico de «Dimebag Darrell». El nombre fue acuñado originalmente por Anselmo. Se refería a la negativa de Abbott a aceptar más de una bolsa de diez centavos —jerga que significaba $10— de cannabis a la vez, incluso si se le ofrecía gratis, ya que no quería que lo atrapasen con la droga.
Todos los álbumes de Pantera hasta 1994 se grabaron en Pantego Sound, el estudio propiedad de Jerry, el padre de los hermanos Abbott. Estaba convenientemente ubicado a poca distancia de la casa de los Abbott. Tras el lanzamiento de Vulgar Display of Power, Jerry cerró Pantego Sound y abrió un nuevo estudio, Abtrax, en Nashville (Tennessee), con la esperanza de cumplir su sueño de convertirse en compositor de música country. El tercer álbum de Pantera con una importante discográfica, Far Beyond Driven, se grabó en Abtrax. Abbott declaró en una entrevista con Guitar Player en 1994: «Volábamos [a Nashville] durante tres semanas seguidas, escribiendo canciones y grabándolas». Esto llevó a los miembros a pasar la mayor parte de su tiempo libre en las habitaciones de hotel de los demás consumiendo drogas, en lugar de seguir sus rutinas habituales como lo hacían durante las grabaciones en Pantego Sound. Mezclaron el álbum en Dallas Sound Labs, que estaba cerca de sus casas. Far Beyond Driven se lanzó el 15 de marzo de 1994 con EastWest Records. Vendió 186 000 copias en su primera semana para debutar en el número 1 del Billboard 200, y desde entonces ha sido descrito como el álbum más pesado en debutar en el número 1.
Antes del lanzamiento, se esperaba que la banda siguiera el ejemplo del álbum homónimo de Metallica con un enfoque más comercial. En cambio, Pantera quería un trabajo aún más pesado que Vulgar Display of Power. Abbott dijo en 1994: «Nos dedicamos a superarnos a nosotros mismos. La mayoría de las bandas sacan un disco pesado, y luego se vuelve cada vez más ligero. Te quedas atascado escuchando el primer disco, deseando y soñando. Eso no es lo que somos».

#### Tensiones en la banda y separación
El sencillo principal de Far Beyond Driven, «I'm Broken», se inspiró en el dolor de espalda crónico de Anselmo. Para aliviar el dolor durante la gira de apoyo a Far Beyond Driven, Anselmo comenzó a consumir alcohol, analgésicos y, finalmente, heroína en exceso. Viajaba en su propio autobús de gira y se aislaba del resto de la banda hasta veinte o treinta minutos antes de su actuación. Anselmo recordó en una entrevista de 2014 que se bebía «una botella entera de Wild Turkey todas las noches antes de un concierto para calmar el dolor», y que a menudo interrumpía las actuaciones despotricando en el escenario. Debido a las tensiones dentro de la banda, las grabaciones del siguiente álbum de Pantera, The Great Southern Trendkill, se realizaron por separado: Darrell, Vinnie y Brown grabaron en Chasin' Jason Studio —un estudio que Darrell había construido en un granero en su patio trasero—, mientras que Anselmo grabó las voces en Nothing Studios de Trent Reznor en Nueva Orleans. Abbott experimentó con nuevas guitarras durante la grabación; en 1996 declaró que compuso «Suicide Note Pt. 1» la primera vez que usó una guitarra de doce cuerdas que Washburn Guitars le había enviado. En la grabación, Abbott también recurrió a riffs que había compuesto mucho antes: escribió el solo de cierre de «Floods» antes de Anselmo, y previamente había grabado un loop de 90 minutos como canción de cuna para su novia.
El 7 de mayo de 1996 se lanzó The Great Southern Trendkill. Alcanzó el número 4 en el Billboard 200, permaneciendo en la lista durante 13 semanas. Se considera el trabajo más extremo de Pantera, e incluye algunos de los temas con la afinación más baja de la banda. El 13 de julio, Anselmo sufrió una sobredosis de heroína tras la actuación de la banda en el Anfiteatro Starplex de Dallas y estuvo clínicamente muerto durante «cuatro o cinco minutos». Se recuperó rápidamente y actuó en el siguiente concierto de la banda en San Antonio dos días después, pero el incidente creó una profunda división dentro de la banda. Anselmo había lanzado NOLA, el álbum debut de uno de sus proyectos paralelos, Down, en 1995, y lo promocionó con una gira de 13 conciertos. Al principio, los demás miembros de Pantera no se inmutaron por los proyectos paralelos de Anselmo; Abbott explicó en aquel momento: «Phil es un músico y le gusta mantenerse ocupado».
La gira de The Great Southern Trendkill amplió la división dentro de la banda, y las sesiones de grabación de su siguiente álbum, Reinventing the Steel, fueron problemáticas. Vinnie dijo en una entrevista tras el lanzamiento del álbum: «Fue un auténtico disparate llevar a [Anselmo] al estudio. No le gustaba nada del material, y siempre era como una competencia de cabezazos». También durante la grabación, a la madre de los Abbott, Carolyn, le diagnosticaron cáncer de pulmón y falleció seis semanas después, el 12 de septiembre de 1999. Esto tuvo un profundo efecto en los hermanos, especialmente en Darrell. Reinventing the Steel se lanzó el 21 de marzo de 2000. Abbott comentó al respecto: «Seguimos tocando la guitarra principal... Las bandas ya casi nunca tocan la guitarra principal. En los setenta, si no sabías tocar la guitarra ni cantar, no eras nadie. Ahora la música es tan fácil: solo tienes que afinar la guitarra en un acorde abierto y saltar de un lado a otro». Al igual que The Great Southern Trendkill, Reinventing the Steel alcanzó el puesto número 4 en el Billboard 200.
Pantera se encontraba en Irlanda, listos para comenzar una gira europea, el 11 de septiembre de 2001. Debido a los atentados de ese mismo día, la gira se canceló y los miembros regresaron a Texas, donde acordaron tomarse un breve descanso. En marzo de 2002, Down lanzó su segundo disco, Down II: A Bustle in Your Hedgerow, en el que Brown participó en el bajo. Dos meses después, Superjoint Ritual, otra de las bandas de Anselmo, lanzó su álbum debut, Use Once and Destroy. Los Abbott creían que Pantera se reagruparía en 2003, después de que concluyeran las giras de apoyo a Down II y Use Once and Destroy. En cambio, Anselmo grabó un segundo álbum con Superjoint Ritual, A Lethal Dose of American Hatred (2003). También por estas fechas, Darrell recibió una llamada telefónica de Brown, quien le indicó que no volvería a Pantera. La separación de Pantera estuvo marcada por el lanzamiento de un álbum de grandes éxitos, The Best of Pantera: Far Beyond the Great Southern Cowboys' Vulgar Hits!, el 23 de septiembre de 2003.

### Damageplan

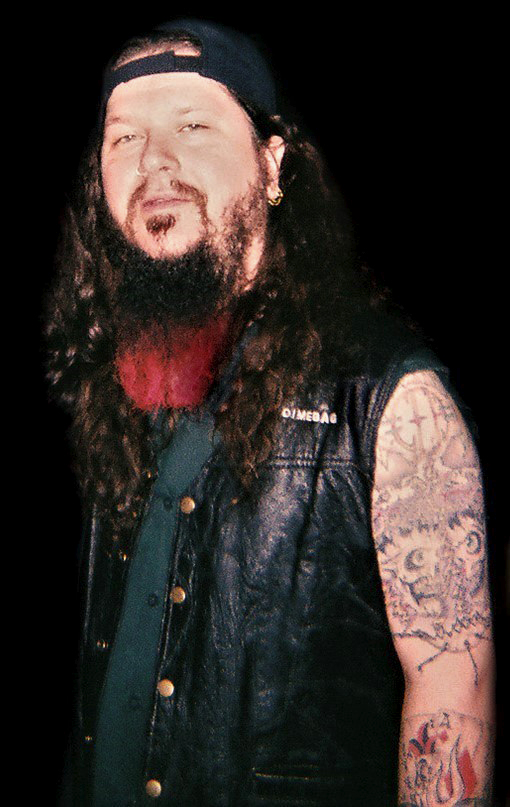
Abbott en junio de 2004, seis meses antes de su muerte

Abbott se sintió abatido por la separación de Pantera; percibió que todo por lo que había trabajado le había sido «arrancado». Dado que continuar con Pantera sin Anselmo probablemente habría resultado en una larga y costosa batalla legal por la propiedad de la marca «Pantera», los hermanos Abbott decidieron formar una nueva banda. Grabaron demos en el estudio del patio trasero de Darrell en febrero de 2003. Patrick Lachman de Halford se unió como vocalista y Bob Kakaha fue reclutado como bajista, y la banda firmó con Elektra Records más tarde en 2003. El nombre de la agrupación originalmente era New Found Power, pero luego se decidieron por Damageplan. New Found Power fue el título del álbum debut del grupo, que se lanzó el 10 de febrero de 2004. No se acercó al éxito comercial de los lanzamientos de Pantera con grandes sellos: vendió 44 000 copias en su primera semana, debutando en el puesto 38 del Billboard 200, y para diciembre había vendido unas modestas 160 000 copias.
Damageplan dedicó la mayor parte de 2004 a su gira «Devastation Across the Nation». Para recuperar su base de fanáticos, la banda realizó giras por clubes nocturnos de todo el país. Los miembros habían planeado grabar un segundo álbum, que no se materializó debido al asesinato de Abbott en un concierto en Columbus (Ohio), el 8 de diciembre de 2004.

### Otros proyectos
Los hermanos Abbott escucharon al cantante de country David Allan Coe durante su infancia, ya que sus padres eran fanáticos del artista y solían usar «Jack Daniels If You Please» de Coe como música de introducción para los conciertos de Pantera. Darrell conoció a Coe en 1999, en una de sus actuaciones en Billy Bob's Texas. Después de la actuación, Darrell esperó en la fila de autógrafos para presentarse y darle su número de teléfono. Posteriormente, forjaron una amistad y Coe empezó a pasar tiempo en su casa, donde los hermanos Abbott y Coe tocaban música en el estudio del patio trasero de Darrell. Reclutaron a Brown para tocar el bajo y el grupo grabó esporádicamente entre 1999 y 2003. El álbum resultante, Rebel Meets Rebel, se lanzó el 2 de mayo de 2006 a través de Big Vin Records, de Vinnie. Megan Frye, de AllMusic, afirmó que Rebel Meets Rebel es «innovador, ya que encantará a los fanáticos tanto del country como del metal, ya que la música combina ambos estilos simultáneamente: nunca es una fusión, simplemente coexisten».
En 1992, Abbott y los demás miembros de Pantera colaboraron con Rob Halford en un tema titulado «Light Comes Out of Black», que se lanzó en la banda sonora de Buffy, la cazavampiros. Grabó la canción «Caged in a Rage», en la que interpretó la voz principal y la guitarra, bajo su propio nombre. Se incluyó en la banda sonora de la película Supercop de 1996. Adam Greenberg, de AllMusic, comentó que Abbott sonaba «extrañamente similar a Rob Zombie» en «Caged in a Rage».
Colaboró como guitarrista invitado en varias ocasiones con Anthrax: «King Size» y «Riding Shotgun» de Stomp 442 (1995), «Inside Out» y «Born Again Idiot» de Volume 8: The Threat Is Real (1998), y «Strap It On» y «Cadillac Rock Box» de We've Come for You All (2003). Scott Ian, de Anthrax, se refirió a Abbott como el «sexto miembro» de la banda debido a sus frecuentes apariciones. También participó como solista en la canción principal para Voodoo (1998) de King Diamond y en «Eyes of the South» (2004) de Premenishen, una banda que incluía a las primas de Abbott, Heather Manly y April Adkisson, en bajo y guitarra, respectivamente. Tras la muerte de Darrell, Vinnie autorizó a Nickelback a usar tomas descartadas de los solos de Darrell de las grabaciones de Vulgar Display of Power y Far Beyond Driven en su tema tributo «Side of a Bullet». Darrell era amigo de Chad Kroeger, de Nickelback, y había participado en un solo para la versión de Nickelback de «Saturday Night's Alright for Fighting» de la banda sonora de la película de 2003 Charlie's Angels: Full Throttle.
Darrell y Vinnie actuaban como Gasoline cada Nochevieja. Gasoline interpretaba principalmente versiones de artistas como Ted Nugent y Pat Travers, pero también componía canciones originales como «Get Drunk Now» y «This Ain't a Beer Belly, It's a Gas Tank for My Love Machine». Gasoline fue telonero de Drowning Pool. En 2006, se lanzó «Country Western Transvestite Whore», una canción que grabó con el músico local de Dallas, Throbbin' Donnie Rodd. En ella, Abbott participa como guitarrista principal y vocalista. Otras obras publicadas póstumamente incluyen «Dime's Blackout Society» (2010) y The Hitz (2017), un EP de cinco canciones.

## Asesinato

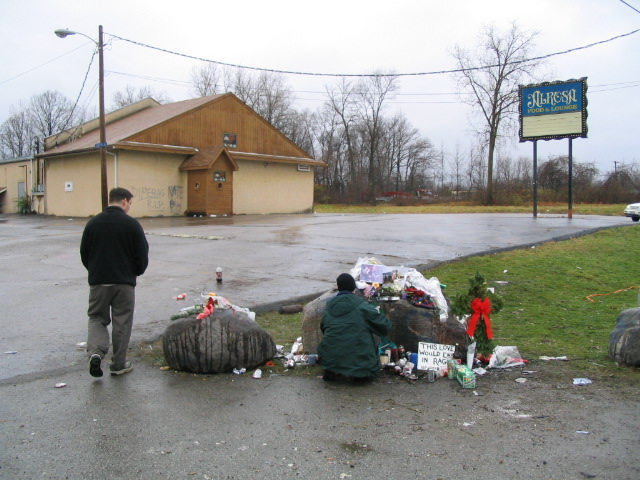
Un fanático angustiado afuera del ahora desaparecido club nocturno Alrosa Villa en Columbus (Ohio), donde Abbott fue asesinado.

El 8 de diciembre de 2004, Damageplan se presentaba en el club nocturno Alrosa Villa de Columbus (Ohio). Nathan Gale, un fanático perturbado, irrumpió en el escenario mientras la banda tocaba la primera canción de su repertorio y disparó a Abbott varias veces con una Beretta 92FS, una pistola semiautomática de 9 mm. El jefe de seguridad de la banda, Jeffrey «Mayhem» Thompson, abordó a Gale, pero recibió un disparo mortal en el forcejeo. Un fan, Nathan Bray, también murió al intentar ayudar a Abbott y Thompson, al igual que Erin Halk, una empleada del local que intentó desarmar a Gale mientras recargaba. Otras tres personas resultaron heridas antes de que el agente de policía de Columbus, James Niggemeyer, entrara en el club y disparara a Gale en la cabeza con una Remington Modelo 870 del calibre 12, matándolo.
Abbott fue declarado muerto en el lugar de los hechos, a los 38 años. Miles de fanático asistieron a su funeral público, y entre los invitados se encontraban artistas como Eddie Van Halen, Zakk Wylde, Corey Taylor, Jerry Cantrell y Dino Cazares. Abbott fue enterrado junto a su madre Carolyn en el cementerio Moore Memorial Gardens de Arlington (Texas). Gene Simmons donó una urna tematizada de Kiss para el entierro, y Eddie Van Halen donó su guitarra Charvel «Bumblebee» original de 1979 con rayas negras y amarillas, que apareció en la contraportada de Van Halen II, para que se incluyera en el ataúd. Unas semanas antes de su muerte, Abbott conoció a Van Halen y le pidió una réplica de la Bumblebee. Van Halen declaró en el funeral: «Dime era original, y solo un original merece lo original».
Tras el fallecimiento de Vinnie Paul en 2018, fue enterrado junto a Carolyn y Darrell, también en una urna de Kiss. A finales de 2020, se instaló una valla protectora alrededor del cementerio de Abbott para frenar el vandalismo, ya que la tumba de Darrell había sido arañada y profanada a lo largo de los años. En una entrevista de 2010, Vinnie calificó el vandalismo como «una auténtica falta de respeto». La Villa Alrosa fue demolida posteriormente en 2021.

## Estilo musical
Originalmente un músico de glam metal, Abbott se distanció del subgénero a fines de la década de 1980 y fue una fuerza impulsora detrás del desarrollo del groove metal en la década de 1990.

### Influencias
Aunque su padre era productor y compositor de música country, las principales influencias musicales de Abbott fueron bandas de heavy metal como Black Sabbath, Iron Maiden, Judas Priest, Kiss y Van Halen. Ace Frehley de Kiss lo inspiró a tocar la guitarra. Fue miembro de la Kiss Army y se tatuó un retrato de Frehley en el pecho en 1992. Durante una sesión de fotos para la edición de agosto de 1993 de Guitar World junto con Frehley, le pidió a Frehley que le firmara un autógrafo cerca del tatuaje. Abbott se tatuó la firma.
Ningún músico, aparte de Frehley, influyó más en Abbott que Eddie Van Halen. Afirmó que su pasado reflejaba el de Van Halen, ya que ambos eran hermanos menores que primero tocaron la batería antes de pasarse a la guitarra debido a la competencia de sus hermanos mayores. Otra influencia fue Randy Rhoads. Abbott dijo en 1994: «Para mí, Eddie Van Halen era rock and roll pesado, pero Randy era heavy metal». Descubrió los solos de doble pista gracias a Rhoads. En numerosas entrevistas, Abbott atribuyó a Tony Iommi de Black Sabbath la inspiración para sus riffs de guitarra. También dijo que el guitarrista original de Def Leppard, Pete Willis, «era un gran músico. Me inspiró porque yo era un jovencito y él también lo era, y estaba ahí fuera arrasando. Me dio ganas de salir a tocar».
Abbott era fanático de la banda de rock sureño ZZ Top, y recibió la influencia de su guitarrista y cantante principal, Billy Gibbons. Dijo en 1993: «No soy un gran músico de blues, pero estuve expuesto al sonido del blues de Texas mientras crecía, y eso definitivamente me influyó». También fue influenciado por guitarristas de metal contemporáneos como Kerry King de Slayer, James Hetfield de Metallica y Zakk Wylde de Ozzy Osbourne y Black Label Society.

### Técnica
Abbott no recibió clases formales de guitarra. En una entrevista con Guitar World en 1994, declaró que una vez recibió «una clase de guitarra de un tipo. Escribió una escala rara e intentó explicar cómo funcionaba. Después de terminar, me dijo: “Ahora vete a casa, practica esa escala y enséñame qué tan bien la tocas la semana que viene”. Así que me la llevé a casa, la probé unos minutos y dije: “A la mierda con esto, solo quiero improvisar”. Respeto a la gente que sabe leer tablaturas y todo eso, pero yo no tengo paciencia ni para leer el diario».
A diferencia de muchos otros guitarristas de heavy metal, hacía un uso extensivo de la tercera mayor en sus riffs y solos, lo que añadía disonancia a las tonalidades de las menores. Esta era una técnica inspirada en Van Halen, al igual que su empleo de digitaciones simétricas. Aunque tenía una habilidad excepcional para el punteo, prefería el fraseo legato. Su pasión por el legato le otorgaba a su interpretación una fluidez excepcional, y su potente técnica con la mano izquierda le permitía implementar patrones simétricos en sus licks principales. Abbott evitaba usar escalas y modos al estilo tradicional, y a menudo utilizaba notas de paso entre tonos escalares para añadir tensión. Estos licks cromáticos constituían gran parte de su interpretación. Independientemente de la nota o el acorde, tocaba con un «estilo texano», es decir, una variedad de técnicas como el slide, el bending, el palm muting y el uso de la palanca de vibrato y el pedal de efectos para producir un sonido idiosincrásico.
Una de las características más distintivas de la guitarra de Abbott era su uso de armónicos para crear un sonido chirriante, que adoptó de Gibbons. Insatisfecho con las técnicas estándar, solía usar díadas en lugar de los power chords tradicionales. Esto añadió textura a sus riffs y, al tocarlos con distorsión, creó un sonido tenso. Experimentó con afinaciones alternativas a lo largo de su carrera. Al principio, su guitarra estaba afinada más de un cuarto de tono, similar a la afinación de Van Halen I y Van Halen II. En Cowboys From Hell (1990), utilizó la afinación de drop D, y a partir de Vulgar Display of Power (1992) la bajó un tono, convirtiéndose en su afinación principal para el lanzamiento de Reinventing the Steel (2000). También usó afinaciones de drop D un tono, un tono y medio y un tono y medio más bajo. La afinación dropeada fue frecuente en The Great Southern Trendkill (1996) y fue la afinación principal de Abbott en New Found Power (2004).
Tres de los solos de Abbott figuraron en la lista de los «100 Mejores Solos de Guitarra de Todos los Tiempos» de Guitar World: «Walk», en el n.° 57; «Cemetery Gates», en el n.° 35; y «Floods», en el n.° 19. A pesar de su virtuosismo, Abbott comentó que, si bien «masturbarse por todo el mástil», como él mismo describió, era adecuado para competir en concursos de guitarra, a menudo no beneficiaba la composición de una canción. «Slaughtered», de Far Beyond Driven, originalmente tenía un solo lento y melódico, pero lo eliminó tras notar que interrumpía el ritmo de la canción.

## Equipo

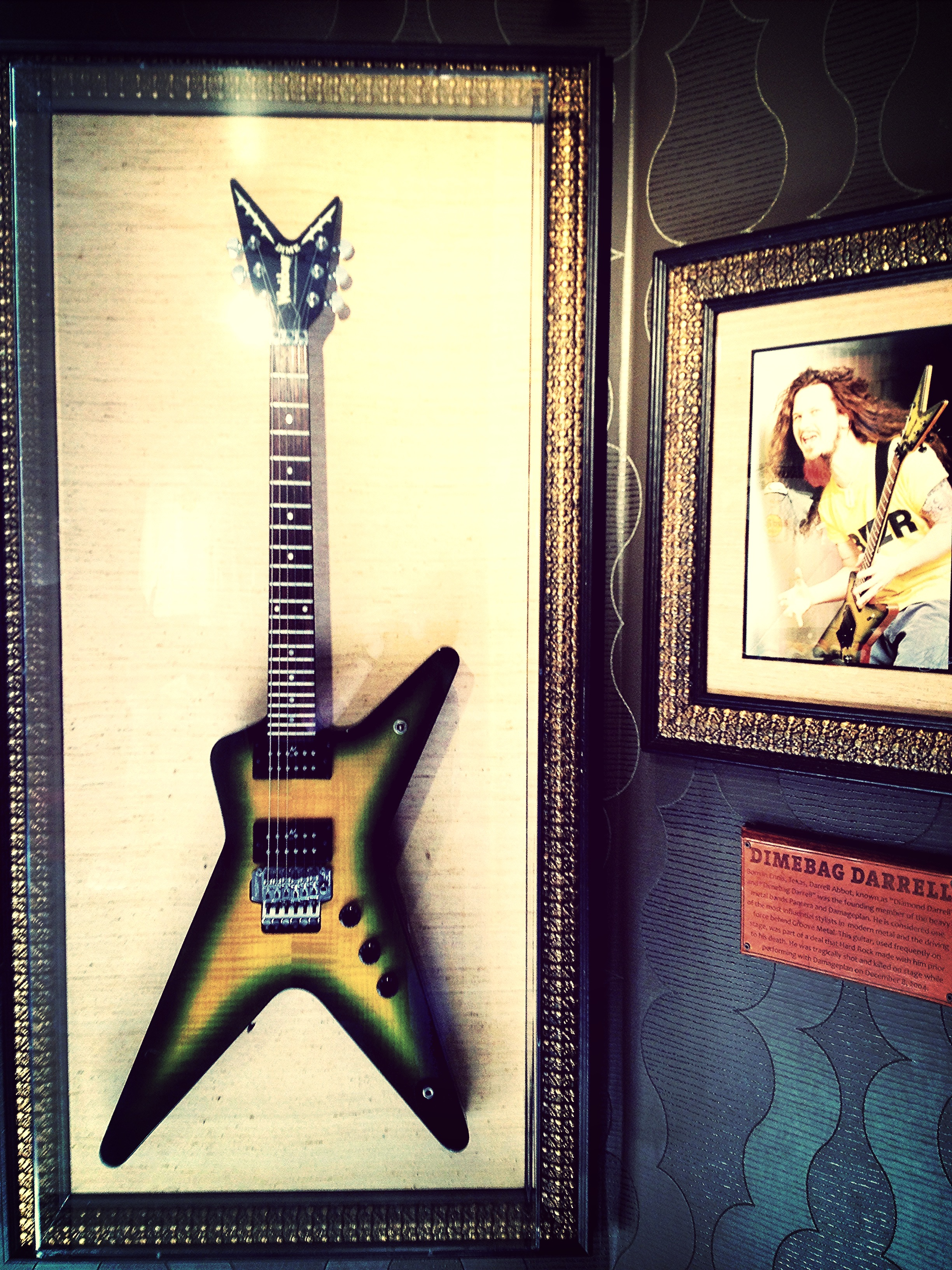
Washburn Dime 333 de Abbott, una guitarra exclusiva construida al estilo de una Dean ML

En 1982, Abbott ganó una Dean ML granate en un concurso de guitarra en Dallas. Sin que él lo supiera, su padre le había comprado una ML sunburst poco antes del concurso. Casi en edad de conducir y buscando comprar una Pontiac Firebird, Abbott intentó vender la ML granate a su amigo Buddy Blaze, luthier y músico. Blaze creía que una guitarra ganada como premio debía quedarse con su dueño y se negó a comprarla. En cambio, Abbott vendió la guitarra a uno de los compañeros de banda de Blaze. Blaze negoció con su compañero y tomó posesión de la ML a cambio de una Kramer Pacer. Blaze luego reemplazó el hardware estándar de la ML: instaló un puente vibrato Floyd Rose personalizado y pastillas Bill Lawrence L-500XL, y movió la pastilla DiMarzio de fábrica al mástil. También repintó la guitarra, de su color granate original a azul y negro con un acabado de rayo. Blaze le devolvió la ML a Abbott en 1987, quien inicialmente no sabía que era la misma guitarra que ganó como premio. Posteriormente se convirtió en la guitarra característica de Abbott y más tarde fue apodada «Dean from Hell».

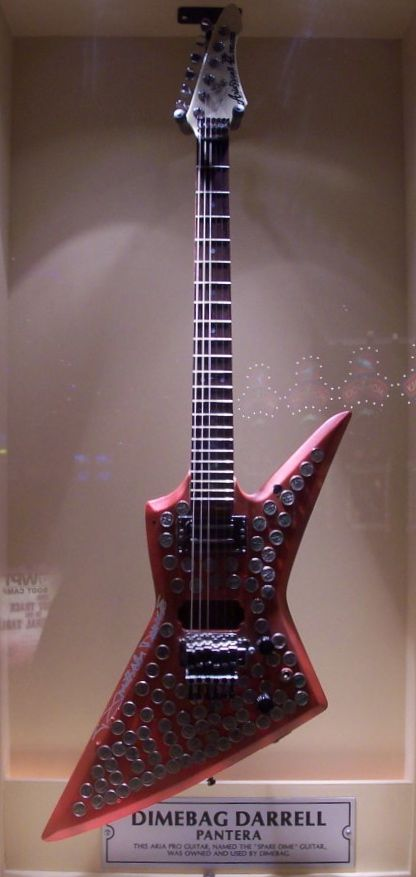
Una guitarra Aria Pro, apodada «The Spare Dime», en exhibición en el Hard Rock Casino de Florida

Tras el lanzamiento de Cowboys from Hell, firmó un contrato de patrocinio con Dean Guitars. La empresa cerró en 1994 y Abbott firmó entonces un contrato de diez años con Washburn Guitars. Con Washburn, tocó varias guitarras emblemáticas inspiradas en la ML, como la Dime 333, la Culprit y la Stealth. Cuando su contrato con Washburn expiró en 2004, se convirtió en el principal patrocinador de la Dean reabierta. El asesinato de Abbott se produjo poco antes de la fecha de inicio del contrato con Dean. Había diseñado la Dean Razorback y la Razorback V en los meses previos a su muerte. Dean también lanzó póstumamente réplicas de la Dean from Hell.
Abbott fue elogiado por su sonido instrumental y lo incluyeron en la lista de Guitar Player de «Los 50 mejores sonidos de todos los tiempos». Usó amplificadores Randall de estado sólido durante la mayor parte de su carrera; comentó en las notas de Cowboys from Hell: «Gotta have that Randall Crunch!» Había ganado su primer amplificador Randall en un concurso de guitarra; en una entrevista de 1993, dijo que «sonaba un poco desagradable, un poco áspero, pero me gustaba. Sabía que con el tiempo podría convertirlo en mi propio sonido, y así fue». Lanzó un amplificador signature, el Randall Warhead, en 1999. El objetivo era replicar el sonido de su propio equipo: un cabezal Randall RG-100, un ecualizador paramétrico Furman PQ-3, un ecualizador gráfico MXR de seis bandas y un flanger MXR 126. Ajustó su ecualizador Furman para potenciar los agudos y los graves, a la vez que reducía los medios, y usó tanto el ecualizador Furman como el MXR para aumentar la ganancia de la entrada del Randall. Abbott también usó un pedal DigiTech Whammy, un afinador cromático Korg DT-7 y una puerta de ruido Rocktron Hush IIC. La puerta de ruido le permitía controlar la retroalimentación asociada a altos niveles de ganancia y crear los característicos huecos de silencio en su interpretación.
Cuando el contrato de patrocinio con Washburn finalizó, también terminó su contrato con Randall, ya que Randall y Washburn eran filiales de U.S. Music Corporation. Posteriormente, Abbott se asoció con Krank Amplifiers, un proveedor relativamente pequeño. Utilizó el Krank Revolution, un amplificador de válvulas. Abbott también invirtió en la empresa y diseñó un amplificador llamado Krankenstein; aprobó la versión final del Krankenstein pocos días antes de su asesinato. Colaboró en el diseño de muchos otros productos. Con Dunlop Manufacturing, diseñó el Dimebag Cry Baby from Hell, un pedal wah-wah, y el Dime Distortion, un pedal de distorsión. También diseñó una pastilla exclusiva con Seymour Duncan, la Dimebucker, basada en las pastillas Bill Lawrence que usaba en la mayoría de sus guitarras. Dean Zelinsky, de propietario de la marca, declaró en 2010 que la muerte de Abbott fue una «pérdida más grande de lo que jamás sabremos... Estoy muy orgulloso del trabajo que hice con él, pero quién sabe qué habría logrado si todavía estuviera con nosotros».

## Vida personal
Abbott creció en el mismo barrio que su pareja de toda la vida, Rita Haney, a quien conoció a los ocho años. Empezaron a tener una relación en 1984. La pareja nunca se casó. Haney declaró en una entrevista de 2006: «No creíamos en el matrimonio... ¿Por qué alguien que no conoces te dice que está bien estar con alguien que sí conoces? ¡No necesitábamos intermediarios! Tuvimos una conversación a solas con el hombre de arriba». En 1995, Abbott compró una casa con Haney en Dalworthington Gardens (Texas), a poca distancia de su ciudad natal, Arlington. Abbott tenía una cabra como mascota en la residencia y le teñía la perilla como a la suya. Sus vecinos lo recordaban como una persona accesible. Un vecino dijo que era «un campesino con mucha actitud, y lo digo con respeto. Hablábamos de política conservadora. Era un gran partidario de George Bush».
Darrell y Vinnie abrieron el Clubhouse, un club de striptease totalmente nudista en el noroeste de Dallas, en 1996. La idea original de Vinnie era un campo de golf con temática de rock and roll, con «un club de striptease en el hoyo diecinueve», pero la construcción de un campo de golf era prohibitivamente cara. Bajo la propiedad de los hermanos Abbott, el Clubhouse fue frecuentado por muchos artistas que hacían giras por la zona, como Black Sabbath, Kiss y Metallica, así como por pilotos de NASCAR, golfistas profesionales, y miembros de los Dallas Cowboys y los Dallas Stars —cuya canción de lucha, «Puck Off», fue escrita y producida por Pantera—. Tras la victoria de los Dallas Stars en la final de la Copa Stanley de 1999, los hermanos Abbott organizaron una fiesta para el equipo en casa de Vinnie. Vinnie declaró posteriormente que la Copa Stanley se abolló durante la fiesta después de que Guy Carbonneau la arrojara por una ventana a una piscina, pero no la alcanzó y golpeó el borde. Los hermanos también actuaron en una carroza durante la celebración de la victoria de los Stars.

## Legado

Un grafiti de Dimebag en Barcelona (España)

El 17 de mayo de 2007, fue incluido póstumamente en el RockWalk de Hollywood. Ace Frehley estuvo entre los asistentes a la ceremonia de incorporación, donde habló en honor a Abbott. Frehley también dedicó su álbum de 2009, Anomaly, al músico, así como al exbaterista de Kiss, Eric Carr. Desde 2010, se celebra anualmente un concierto en memoria de Abbott titulado Dimebash. Todas las ganancias del concierto se destinan al Ronnie James Dio Stand Up and Shout Cancer Fund. Entre los artistas que han participado en los eventos de Dimebash se encuentran Dave Grohl, Kerry King, Robb Flynn, Tom Morello y Serj Tankian.
La revista Rolling Stone lo situó en el puesto n.º 92 de su lista de «Los 100 Mejores Guitarristas de Todos los Tiempos» en 2011, describiéndolo como «una de las figuras clave del metal moderno». Geezer Butler, de Black Sabbath, afirmó que era «uno de los músicos más grandes de nuestro mundo». En 2018, ocupó el puesto n.º 19 en la lista de Louder de «Los 50 Mejores Guitarristas de Todos los Tiempos». Sebastian Bach, de Skid Row, comentó que «reinventó la guitarra de heavy metal». Jamie Humphries, de Premier Guitar, comentó en 2014: «Si alguna banda y guitarrista pudieran ser reconocidos por reinventar el metal postMetallica, sin duda serían Pantera y el difunto Dimebag Darrell».
Abbott también se ubicó en el puesto número 9 en una encuesta de los lectores de Guitar World de 2012 sobre «Los 100 Mejores Guitarristas de Todos los Tiempos», y fue nombrado el «Mejor Guitarrista de Metal» por Loudwire en 2013 tras ganar un torneo de clasificación votado por los lectores. Jonathan Davis, de Korn, declaró en una entrevista de 2014 con Loudwire que es «uno de los mejores guitarristas de la historia. Si no hubiera existido Dimebag Darrell, no habría Korn». Slash afirmó que «tenía un gran sonido y un estilo original y genial... Fue uno de los mejores guitarristas emergentes que surgieron en mucho tiempo». Max Cavalera describió a Abbott como «muy talentoso, un músico increíble y un tipo humilde y genial; no un imbécil de estrella de rock».
En 2015, fue clasificado por VH1 como el guitarrista de metal más influyente de los últimos 25 años. Doc Coyle de God Forbid declaró: «El sonido sobrio, grave y bluesero de Abbott fue la base del post thrash, el nu metal y el metalcore en los años posteriores». También en 2015, se ubicó en el puesto número 5 de la lista de Gibson de «Los 10 mejores guitarristas de metal de todos los tiempos». Anne Erickson dijo que «demostró que la guitarra metalera podía tocar a lo grande, pero con groove... Siempre será recordado como uno de los ingenieros más importantes del metal moderno». En una entrevista de 2017 con Ernie Ball String Theory, los guitarristas de Avenged Sevenfold, Synyster Gates y Zacky Vengeance, elogiaron la forma de tocar y componer de Dimebag, afirmando que fue una gran influencia para ambos, en particular para Gates, algo que ha afirmado en numerosas entrevistas.

## Discografía
Pantera
- 1983: Metal Magic
- 1984: Projects in the Jungle
- 1985: I Am the Night
- 1988: Power Metal
- 1990: Cowboys from Hell
- 1992: Vulgar Display of Power
- 1994: Far Beyond Driven
- 1996: The Great Southern Trendkill
- 2000: Reinventing the Steel

Damageplan
- 2004: New Found Power

Rebel Meets Rebel
- 2006: Rebel Meets Rebel (grabado en 2000)